# Juazeiro do Norte
Juazeiro do Norte és un municipi brasiler de l'estat de Ceará. Es troba a la Regió Metropolitana de Cariri, al sud de l'estat, a 491 km de la capital, Fortaleza, a una altitud de 377 metres sobre el nivell del mar. Ocupa una superfície de 258.788 km², amb una població de 303.004 habitants, segons el cens demogràfic de 2024, sent el tercer més poblat de Ceará (després de Fortaleza i Caucaia), el més gran de l'interior de Ceará, i el 96è de Brasil. És un dels municipis amb més població de l'interior del Nord-est, ocupant el sisè lloc, i amb una superfície urbanitzada de 51,44 km².
A causa de la figura del Pare Cícero, és considerat un dels tres centres de religiositat popular més grans del Brasil, juntament amb Aparecida (SP) i Nova Trento (SC). Juazeiro continua sent un important centre cultural al Brasil, sent un dels centres d'artesania i literatura cordel més grans del nord-est del país. La ciutat també té un dels centres acadèmics més grans de l'interior del nord-est, i és considerada una "capital regional" i és reconeguda com la "Metrópolis de Cariri".

## Toponímia

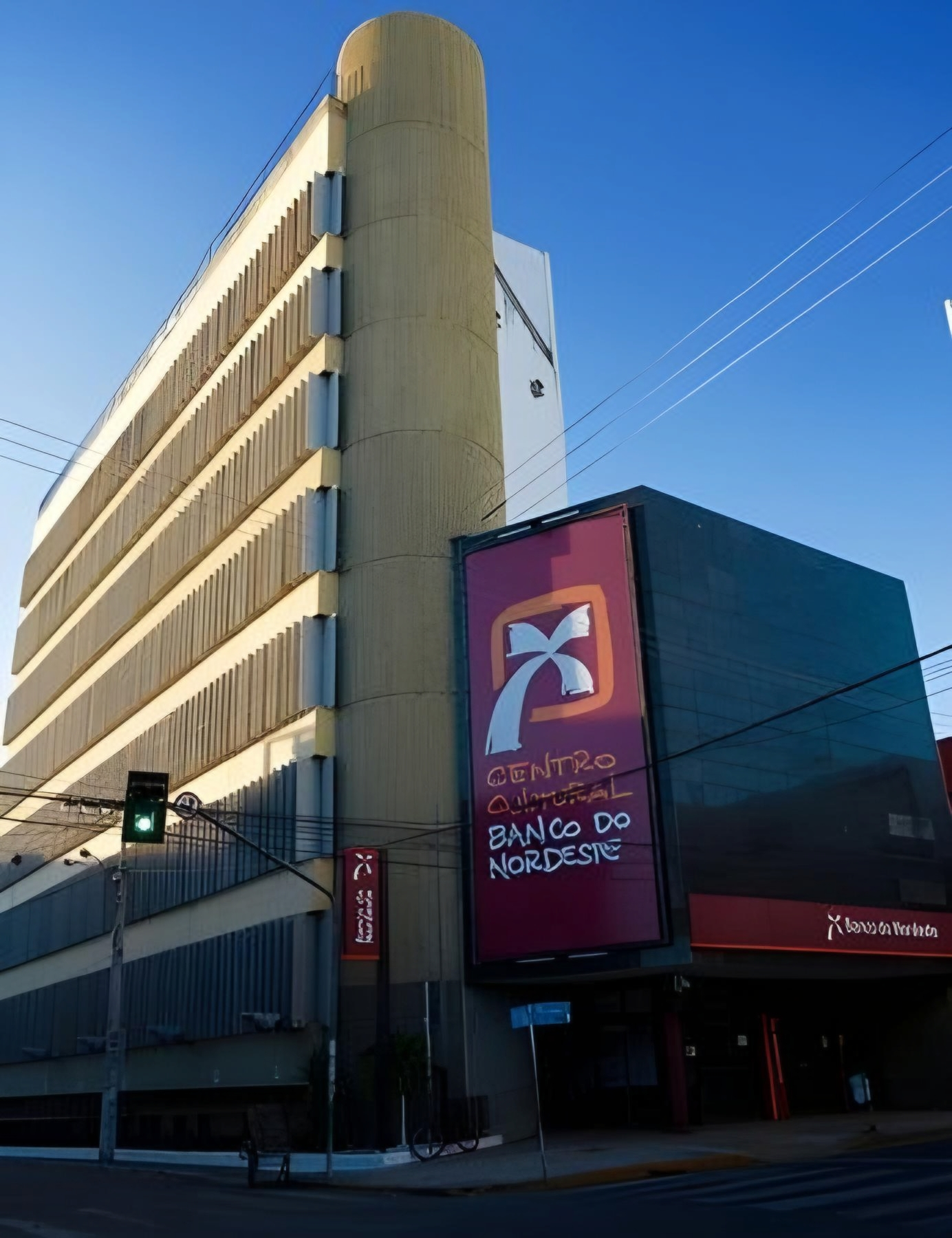
Banco do Nordeste - Centre cultural.

El topònim "Juazeiro" prové del nom de l'arbre juazeiro, el nom científic del qual és ziziphus joazeiro, de la família de les Rhamnaceae, típica de la regió semiàrida brasilera. Juazeiro és una paraula d'origen híbrid (tupí i portuguès): "juá" o "iu-á" (fruit d'espina) i el sufix "eiro".
El municipi va adoptar la seva denominació actual el 30 de desembre de 1943, mitjançant el decret estatal núm. 1.114.